# Adam Ševínský
Adam Ševínský (* 19. června 2004 Benešov) je český profesionální fotbalista, který hraje na pozici středního obránce za český klub AC Sparta Praha a za český národní tým do 20 let.

## Klubová kariéra
Ševínský začal hrát fotbal v klubu FK Radošovice, odkud se ve věku 7 let přesunul do pražské Slavie. V roce 2016 přešel do akademie jejího největšího rivala, do Sparty Praha.
V listopadu 2022 debutoval v dresu B-týmu v druhé nejvyšší soutěži, když odehrál celé utkání proti Vyškovu. V sezóně 2023/24 se stal stabilním členem rezervního týmu a díky svým výkonům obdržel pozvánku do zimní přípravy A-týmu pod vedením trenéra Briana Priskeho. V jarní části sezóny se stal kapitánem B-týmu, který v druhé lize skončil na 11. příčce.
V létě 2024 odešel Ševínský na roční hostování bez opce do Slovanu Liberec. V prvním kole sezóny 2024/25 si odbyl prvoligový debut, v utkání proti Karviné navíc gólem přispěl k výhře 3:1, a postupně se stal stabilním členem sestavy trenéra Radoslava Kováče. V podzimní části sezony odehrál Ševínský 17 soutěžních utkání a vstřelil jednu branku. V prosinci 2024 Sparta využila možnost předčasného ukončení hostování a Ševínský se vrátil do kádru pražského klubu.
Svůj debut v A-týmu Sparty si Ševínský odbyl 29. ledna 2025, kdy nastoupil v základní sestavě a odehrál celé utkání Ligy mistrů proti Bayeru Leverkusen.

## Reprezentační kariéra
Ševínský od roku 2021 reprezentuje Česko na mládežnických úrovních.

## Osobní život
Adam Ševínský je synem Františka Ševinského, bývalého českého ligového fotbalisty.